# یواس‌اس هرتسوک (دی‌ئی-۱۷۸)

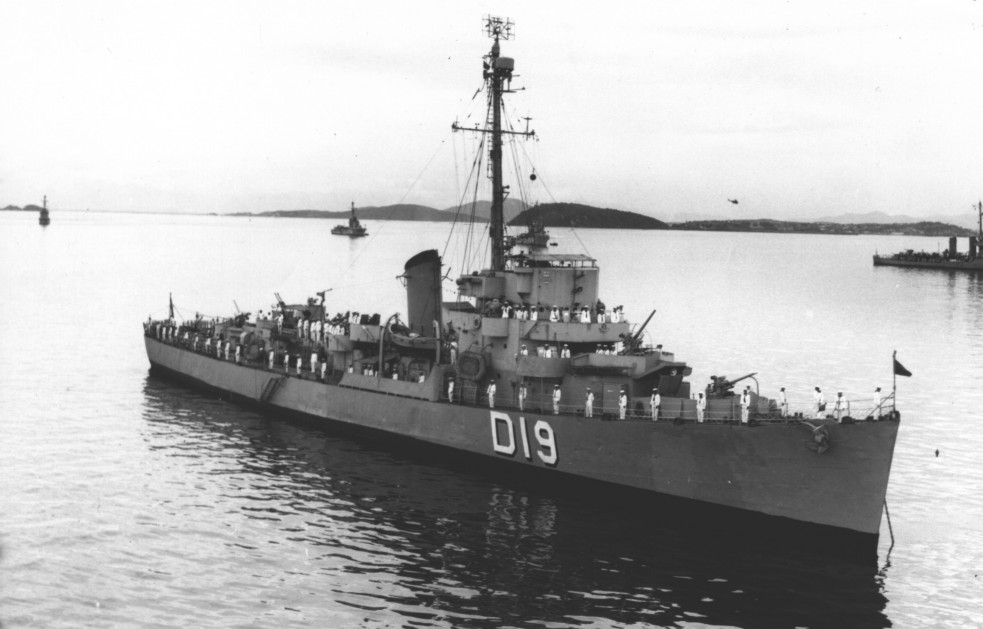
کشتی یو اس اس هرتسوک

یواس‌اس هرتسوک (دی‌ئی-۱۷۸) (به انگلیسی: USS Herzog (DE-178)) یک کشتی بود که طول آن ۳۰۶ فوت (۹۳ متر) بود. این کشتی در سال ۱۹۴۳ ساخته شد.